# Sheba (корм)
Sheba (рус. Ше́ба) — марка кормов для кошек, принадлежащая американской корпорации Mars.

## История
Бренд Sheba был основан в 1982 году в Гамбурге.
В 2010 году американское подразделение Mars Petcare объявило о прекращении производства и сбыта линейки Sheba в США. На специальной странице на официальном сайте Sheba объясняется, что причины такого решения носят экономический характер: «В то время как линейка продуктов Sheba Premium Cuts Dinners пользуется лояльной потребительской базой, в нынешних экономических условиях мы считаем, что наших клиентов в США будет недостаточно, чтобы компенсировать расходы на импорт продукции, что делает их производственные затраты непомерно высокими».
Но в 2012 году компания отменила своё решение.

## Продукция
Ассортимент влажных кормов включает в себя три вида продукции:
- Ломтики;
- Паштеты;
- Террины.